# Pierre Trividic
Pierre Trividic (Quimper, 1 d'abril de 1957) és un director de cinema i guionista francès,

## Biografia
Pierre Trividic va estudiar dret però també història de l'art, i va estudiar a l'Institut des hautes études cinématographiques (IDHEC) de 1980 a 1986. Va dirigir diversos vídeos entre 1987 i 1991 i va ser guardonat de la Villa Médicis fora de les muralles el 1989.
Es va convertir en guionista pel cinema, per exemple a Petits arrangements avec les morts de Pascale Ferran (qui va conèixer a l'IDHEC), o Ceux qui m’aiment prendront le train de Patrice Chéreau. També ha treballat com a director en col·laboració amb Patrick Mario Bernard des de 1996, sobretot en el documental Lovecraft dedicat a l'escriptor estatunidenc Howard Phillips Lovecraft, i el seu univers, però també, entre d'altres, a Dancing, estrenada el 2003 i a L'Autre, estrenada el 2009. Aquest llargmetratge de 2009 és una adaptació d'una novel·la d'Annie Ernaux (L'Occupation). Pel seu paper en aquesta pel·lícula, Dominique Blanc va rebre el premi a la millor actriu a la 65a Mostra Internacional de Cinema de Venècia. L'Angle mort, rodada el 2018, és una oportunitat per reconstituir, uns anys després, aquest duet atípic amb Patrick Mario Bernard.
Entre aquestes múltiples col·laboracions, va liderar altres projectes i sobretot va treballar a Lady Chatterley, de nou amb Pascale Ferran. La pel·lícula està basada en la novel·la de D.H. Lawrence, i constitueix una obra d'adaptació guardonada amb un César l'any 2007.

## Filmografia

### Com a director
- 1994 : Jules Verne en trois voyages, vetllada temàtica conduïda per Michel Serres, Arte
- 999 : Un siècle d'écrivains : Le Cas Howard Phillips Lovecraft : toute marche mystérieuse vers un destin, codirigida amb Patrick Mario Bernard (documental tv)[8]
- 2000 : Un siècle d'écrivains: Les Deux Vies du chat Radiguet, codirigida amb Jean-Christophe Averty
- 2001 : Ceci est une pipe, codirigida amb Patrick Mario Bernard (curtmetratge documental)
- 2003 : Dancing, codirigida amb Patrick Mario Bernard i Xavier Brillat
- 2006 : Une famille parfaite, codirigida amb Patrick Mario Bernard (telefilm)
- 2009 : L'Autre, codirigida amb Patrick Mario Bernard[4][5]
- 2019 : L'Angle mort,[9] codirigida amb Patrick Mario Bernard

### Com a guionista
- 1983 : Souvenir de Juan-les-Pins de Pascale Ferran (curtmetratge)
- 1989 : Un dîner avec M. Boy et la femme qui aime Jésus de Pascale Ferran (curtmetratge)
- 1994 : Petits arrangements avec les morts de Pascale Ferran
- 1998 : Ceux qui m'aiment prendront le train de Patrice Chéreau
- 2003 : Dancing
- 2006 : Une famille parfaite
- 2009 : L'Autre, coescrit amb Patrick Mario Bernard
- 2007 : La Clef de Guillaume Nicloux
- 2017 : Marvin ou la Belle Éducation d'Anne Fontaine
- 2019 : L'Angle mort, coescrit amb Patrick Mario Bernard

### Com a dialoguista
- 2006 : Lady Chatterley, de Pascale Ferran

### Com a actor
- 2003 : Dancing - Patrick Kérisit
- 2012 : L'Affaire Gordji : Histoire d'une cohabitation de Guillaume Nicloux, telefilm

## Distincions
- Premi del Festival Internacional de Programes Audiovisuals de Biarritz (FIPA) de documental, l'any 1999: per Le Cas Howard Phillips Lovecraft, ex-aequo amb Fotoamator, de Dariusz Jablonski[10]
- Una Spire de plata al Festival Internacional de Cinema de San Francisco de 1999 - categoria Televisió - Arts, per Un siècle d'écrivains : Le cas Howard Phillips Lovecraft
- Un Premi Docúpolis durant el Festival Internacional Documental de Barcelona-Docúpolis 2001, per Ceci est une pipe
- César a la millor adaptació, juntament amb Pascale Ferran i Roger Bohbot, el 2007, per Lady Chatterley[11]